# Bill Schindler
William Schindler (6 de março de 1909 – 20 de setembro de 1952) foi um automobilista norte-americano que esteve em três 500 Milhas de Indianápolis, prova que fazia parte do calendário da Fórmula 1 de 1950 até 1960: 1950, 1951 e 1952. 